# Neopyrgota major
Neopyrgota major är en tvåvingeart som beskrevs av Willi Hennig 1936. Neopyrgota major ingår i släktet Neopyrgota och familjen Pyrgotidae.
Artens utbredningsområde är Costa Rica. Inga underarter finns listade i Catalogue of Life.